# فالد (مغني)
فالنتين لو دو (بالفرنسية: Valentin Le Du)‏ المعروف في الوسط الفني باسم فالد (بالفرنسية: Vald)‏ وهو مغني راب فرنسي ولد في يوم 15 يوليو 1992 في أولنيه سو بوا، فرنسا نشأ في فرنسا ويعيش حاليًا في فرنسا منذ صغره.

## روابط خاريجية
- فالدي على موقع IMDb (الإنجليزية)
- فالدي على موقع ميوزك برينز (الإنجليزية)
- فالدي على موقع أول ميوزيك (الإنجليزية)
- فالدي على موقع ديسكوغز (الإنجليزية)